# Conexión de la Calle Chrystie
La Conexión de la Calle Chrystie es una de las líneas principales que se conecta con otras líneas del metro de la ciudad de Nueva York, y es una de las pocas conexiones con la línea (antigua) de las divisiones BMT e IND. Como una calle, la Calle Chrystie se extiende hasta el norte para convertirse en la Segunda Avenida de Manhattan, y a la fecha la conexión de la Calle Chrystie es la única sección de la línea de la Segunda Avenida en estar completada y estar operando.

## Alcance y servicios
La línea, en la cual fue abierta el 26 de noviembre de 1967, conecta la antigua línea de la Sexta Avenida al este de Broadway–Calle Lafayette con el puente de Williamsburg (vía la línea de la Calle Nassau) y el puente de Manhattan. Fue la primera integración de las líneas de las divisiones IND y BMT después de la unificación de las líneas principales bajo la municipalidad de la ciudad de Nueva York municipal en 1940. Antes de eso, la integración más cerca de los dos sistemas anteriores fue la operación de los trenes BMT sobre la sección de la línea Queens Boulevard vía la conexión del túnel de la Calle 60 en 1955. En ese caso, sin embargo, los trenes BMT operaron en la división BMT por los derechos de vías, usando los equipos y maquinistas de la BMT.

## Cambios de servicios
Dos importantes cambios de servicios fueron inaugurados con la apertura de la conexión. La primera entró en efecto el domingo, 26 de noviembre de 1967, cuando la conexión del puente de Manhattan abrió. La segunda ocurrió el lunes, 1 de julio de 1968, cuando la conexión del puente Williamsburg abrió. Adicionalmente, para la apertura de 1967, cada servicio del sistema fue etiquetado con una letra, un número y un color.

### Últimos cambios
Estos servicios comenzaron a desaparecer en respuesta a las denuncias de los pasajeros sobre los cambios de las rutas. Muchas de las nuevas extensiones como los servicios NX y RJ rápido desaparecieron (12 de abril de 1968 y el 28 de junio de 1968, respectivamente ). El servicio KK (desde que cambió de nombre al servicio K) fue suspendido en 1976, dejando de operar en la conexión del puente Williamsburg. La reconstrucción del puente de Manhattan empezó en 1986, lo que provocó que la conexión de la Calle Chrystie se volviera inaccesible para los trenes, así que la estación de la Grand Street empezó a operar como una terminal para un servicio expreso a lo largo de la Calle Houston. 
Para el 2006, la conexión del puente de Manhattan es usada para los servicios B y D, ambos operan hacia el bronx a lo largo de la línea Concourse, uno opera como local y el otro como expreso al norte de la Calle 59 con dirección a Coney Island.

## Ruta y lista de estaciones
| Leyenda de la estación de servicio   | Leyenda de la estación de servicio |
| ------------------------------------ | ---------------------------------- |
| Hace paradas todo el tiempo          | Paradas todo el tiempo             |
| Hace paradas sólo los días de semana | Paradas en días de semana          |
| Detalles del periodo de tiempo       |                                    |

| Acceso para discapacitados | Estación         | Vías    | Servicios | Apertura                | Notas |
| --- | ---------------- | ------- | --------- | ----------------------- | ----- |
| |                  |         |           |                         |       |
| Conexión del puente Williamsburg: empieza a dividirse desde las vías locales de la línea de la Sexta Avenida al sur de Broadway–Calle Lafayette     |                  |         |           |                         |       |
| | (sin estaciones) | local   | M         | 1 de julio de 1968      |       |
| se conecta con la línea de la Calle Nassau al norte de la Calle Essex, y después sobre el puente de Williamsburg                                    |                  |         |           |                         |       |
| |                  |         |           |                         |       |
| conexión del puente de Manhattan: empieza como una rampa desde las vías expresas de la línea de la Sexta Avenida al sur de Broadway–Calle Lafayette |                  |         |           |                         |       |
| | Calle Grand      | expresa | B D       | 26 de noviembre de 1967 |       |
| continua sobre las vías norte del puente de Manhattan                                                                                               |                  |         |           |                         |       |